# لونی پیلگریم
لونی پیلگریم (انگلیسی: Lonnie "Bo" Pilgrim; ۸ مهٔ ۱۹۲۸ – ۲۱ ژوئیهٔ ۲۰۱۷) کارآفرین اهل ایالات متحده آمریکا بود، که در سال ۱۹۴۶ شرکت پیلگریمز را تأسیس کرد.